# 大久保忠重
大久保 忠重（おおくぼ ただしげ）は、戦国時代の武将。徳川氏の家臣。

## 生涯
三河国の松平広忠・徳川家康の二代に仕え、三河国内を転戦する。永禄6年（1563年）三河一向一揆では伯父忠俊ら一門とともに上和田砦に籠もって戦う。元亀3年（1572年）三方ヶ原の戦いに従軍。天正4年（1576年）犬居城の戦いでは庶家の大久保忠世の配下として先陣を切った。以後は忠世の麾下として遠江平定に功があった。